# Maengdong-myeon
Maengdong-myeon (koreanska: 맹동면) är en socken i kommunen Eumseong-gun i provinsen Norra Chungcheong i den centrala delen av Sydkorea, 90 km sydost om huvudstaden Seoul.